# Justyna Zbiróg
Justyna Zbiróg, także Justyna Zbiróg-Dąbrowska (ur. 30 listopada 1963 w Łodzi) – polska aktorka teatralna i filmowa.

## Życiorys
Urodziła się w aktorskiej rodzinie Józefa Zbiroga i Barbary Wałkówny-Zbiróg. Ukończyła w 1986 Wydział Aktorski PWSFTviT w Łodzi (dyplom w 1987). W latach 2006–2007 odbyła Kurs aktorstwa metody Lee Strasberga.
Występowała w Teatrze Studyjnym 83 im. Juliana Tuwima w Łodzi (1985–1986) oraz w warszawskich teatrach: Rozmaitości (1986–1991) i Adekwatny (1991–2008). Od 2010 przewodniczy stowarzyszeniu kulturalnemu „Bliżej tradycji i kultury”.

## Role teatralne
- 1985 – Maria i Woyzeck w reż. A. Hanuszkiewicza (jako kobieta)
- 1986 – Ballady o ostatnich w reż. E. Korina (jako Pani Sokolik i Niania)
- 1987 – Dom otwarty w reż. I. Gogolewskiego (jako Kamila i Mecia)
- 1987 – Obrona Ksantypy w reż. W. Siemiona (jako Flecistka)
- 1988 – Gałązka rozmarynu w reż. I. Gogolewskiego (jako Panna Mania)
- 1990 – Bajki robotów w reż. M.T. Wójcik
- 1991 – Ślub w reż. Wojciecha Szulczyńskiego (jako Dama IX)
- 1991 – Tak się nie kocha w reż. H. Boukołowskiego
- 1992 – Antygona w reż. H. Boukołowskiego (jako Antygona)
- 1994 – Tristan i Izolda w reż. J. Zbiroga (jako Izolda)
- 1994 – Kordian w reż. H. Boukołowskiego (jako Diabeł Gehenna)
- 1995 – Dzikie łabędzie w reż. M.T. Wójcik (jako Królewna Elza)
- 1996 – Cyd w reż. T. Koniecznego (jako Infantka)
- 1996 – Legendy warszawskiej Starówki w reż. M.T. Wójcik i H. Boukołowskiego
- 1997 – Ryszard III w reż. H. Boukołowskiego (jako Lady Anna)
- 1998 – Bajki Mickiewicza w reż. H. Boukołowskiego
- 1999 – Skąpiec w reż. M.T. Wójcik (jako Eliza)
- 2000 – Dżuma w reż. M.T. Wójcik (jako Dziewczyna)
- 2001 – Treny w reż. H. Boukołowskiego (jako Matka)
- 2002 – Kopciuszek w reż. M.T. Wójcik (jako Haneczka)
- 2002 – Odprawa posłów greckich w reż. H. Boukołowskiego (jako Kasandra)
- 2003 – Makbet w reż. T. Wójcika (jako Lady Makbet)
- 2003 – Proces w reż. H. Boukołowskiego (jako Lenny)
- 2005 – In articulo mortis (W obliczu śmierci) w reż. M.T. Wójcik (jako Kobieta)
- 2008 – Rekonstrukcja poety w reż. M.T. Wójcik
- 2008 – Świętoszek w reż. M.T. Wójcik (jako Doryna)

Źródło.
Rok nieustalony:
- Lato w Nohant w reż. I. Gogolewskiego (jako Solange)
- Mały Książę w reż. M.T. Wójcik (jako Kobieta)
- Niemcy w reż. M.T. Wójcik (jako Ruth)
- Pan Tadeusz w reż. M.T. Wójcik (jako Zosia)
- Pinokio w reż. M.T. Wójcik (jako Pinokio)
- Warszawianka w reż. L. Rene (jako Anna)

## Występy w filmach
- 1984 – Wszystko powiem Lilce! (tv) (jako Lilka)
- 1986 – Śniadanie (etiuda filmowa)
- 1987 – Sonata marymoncka (jako dziewczyna na zabawie)
- 1988 – Generał Berling (tv) (jako żołnierka I Dywizji)
- 1988 – Zmowa (tv) (jako Irka Bielak, narzeczona Witkowskiego)
- 1988 – Mój mały Everest (etiuda filmowa)
- 1989 – Lawa. Opowieść o „Dziadach” Adama Mickiewicza (jako Jenerałowa w scenie balu u Senatora)
- 1991 – Skarga (jako kobieta w budce telefonicznej)
- 2006 – Job, czyli ostatnia szara komórka (jako matka „Pelego”)
- 2019 – Supernova (jako sąsiadka, znajoma Matysów)

Źródło.

## Występy w serialach
- 1988 – Pogranicze w ogniu (jako Zenka, urzędniczka pocztowa, odc. 5)
- 2000 – Klan (jako rejestratorka w przychodni zdrowia, odc. 415)
- 2000–2001 – Adam i Ewa (jako Skwara, dyrektorka liceum)
- 2003–2005 – Sprawa na dziś (jako lekarka)
- 2007 – Faceci do wzięcia (gościnnie, odc. 40)
- 2009, 2013 – Barwy szczęścia (terapeutka, odc. 324–325; psycholog Grażyna Dębska, odc. 1047)
- 2010 – Nowa (jako nauczycielka Kamila, odc. 7)
- 2014 – Prawo Agaty (jako Biłgorajska, odc. 56–57, 67)
- 2016 – Strażacy (jako kobieta z busa, odc. 15)
- 2017 – Na Wspólnej (jako dziennikarka, odc.2504)
- 2019 – Ślad (jako Bożena Sielicka, żona Stanisława, odc. 53)
- 2022 – Herkules (jako Bogna Bobkowska, matka „Bobka”, odc. 7)

Źródło.

## Dubbing
- 1976 – Huckleberry Finn
- 1983 – Wedle wyroków twoich... (jako Ruth)
- 1986 – Złota panna (jako Diva)
- 1987–1988 – Królewna Złoty Loczek
- 1992 – Nowe podróże Guliwera

Źródło.